# Reichsmarine
A Reichsmarine (em português: Marinha do Império ou Marinha do Reino) foi a Marinha Alemã entre 1919 e 1935 durante os períodos da República de Weimar e os primeiros anos da Alemanha Nazista.
As unidades militares do Império Alemão foram dissolvidas no final da Primeira Guerra Mundial em 1918, com o Tratado de Versalhes do ano seguinte impondo limites quantitativos e qualitativos sobre as forças armadas da recém estabelecida República de Weimar, que deveriam ser apenas empregadas para funções defensivas. Um decreto em 6 de março de 1919 havia estabelecido a Vorläufige Reichswehr, dividida em Vorläufige Reichsheer (forças terrestres) e Vorläufige Reichsmarine (forças navais). O nome Reichsmarine foi assumido oficialmente pela marinha em 23 de março de 1921.
A Reichsmarine foi organizada pelos almirantes Paul Behncke e Hans Zenker na década de 1920 seguindo explicitamente os limites impostos pelo Tratado de Versalhes, inicialmente usando navios antigos e posteriormente estabelecendo projetos de construção para embarcações mais modernas. Ao mesmo tempo, os líderes militares alemães iniciaram uma série de programas secretos destinados a contornar as cláusulas impostas pelos Aliados da Primeira Guerra Mundial, particularmente em relação ao desenvolvimento e treinamento para o uso de armas proibidas, principalmente u-boots.
A ascensão de Adolf Hitler em 1933 para o cargo de Chanceler da Alemanha fez com que o programa de expansão fosse reforçado, com o país gradativamente livrando-se dos limites impostos após a Primeira Guerra Mundial. O Tratado de Versalhes foi completamente rechaçado em 1935, o que permitiu o estabelecimento de novas forças armadas alemãs. Dessa forma, a Reichsmarine seguiu um novo rumo e acabou por tornar-se em 1º de junho do mesmo ano a Kriegsmarine.